# Paducah (Kentucky)
Paducah – miasto (city), ośrodek administracyjny hrabstwa McCracken, w zachodniej części stanu Kentucky, w Stanach Zjednoczonych, położone nad ujściem rzeki Tennessee do rzeki Ohio. W 2012 roku miasto liczyło 25 048 mieszkańców. 
Początek osadnictwa na tym obszarze, zwanym początkowo Pekin, nastąpił około 1815 roku. Osadę zamieszkiwała wówczas mieszana społeczność  pochodzenia indiańskiego i europejskiego. W 1827 roku ziemia ta stała się własnością Williama Clarka, który nadał miejscowości obecną nazwę, upamiętniającą Paduke'a, legendarnego indiańskiego wodza z plemienia Czikasawów. Formalne założenie miasta nastąpiło w 1830 roku, w 1832 roku stało się ono siedzibą hrabstwa, a w 1856 roku otrzymało prawa miejskie.
W latach 1884, 1913 i 1937 miasto nawiedzały powodzie. W 1952 roku nieopodal miasta powstał zakład wzbogacania uranu.
W Paducah swoją siedzibę ma muzeum pikowania – National Quilt Museum.
W 1931 roku urodził się tutaj Pierre DuMaine, amerykański duchowny katolicki, biskup San Jose w Kalifornii oraz Rumer Willis, amerykańska aktorka.